# Consell Català de la Música
El Consell Català de la Música és una entitat privada sense ànim de lucre que aplega des de l'any 1990 la major part d'associacions catalanes relacionades directament o indirecta amb el fet musical, i es dedica a la promoció de joves talents, intèrprets i compositors. La seva seu està a la Casa Bartomeu (Jardí dels Tarongers), al barri de Pedralbes de Barcelona, edifici propietat de la Generalitat de Catalunya, donada el 1980 en herència per Josep Bartomeu i Granell i que el 2014 la Generalitat en cedeix la gestió al Consell Català de la Música.
El president de l'entitat és Josep Maria Busquets i Galera. El 2018 l’Associació Jardí dels Tarongers - Consell Català de la Música va firmar un conveni de col·laboració amb el Conservatori del Liceu que permet que els alumnes del Conservatori continuïn participant a la programació de concerts de l’Associació Jardí dels Tarongers.

## Activitats
- El 1994 va organitzar el I Congrés de Música a Catalunya, amb una subvenció de la Generalitat de Catalunya, amb l'objectiu d'analitzar la situació de la música a Catalunya.[7]

- El 1997 va organitzar juntament amb l'Associació Catalana d'Escoles de Música, el Congrés de Música a l'Escola i a les Escoles de Música.[8]
- El 2008 va organitzar el 2n Congrés Internacional de Música a Catalunya.[9]
- Des del 2014 engega una programació estable de concerts i espectacles musicals per a la promoció dels joves talents, a la Casa Bartomeu.[2]

## Publicacions
- Consell Català de la Música. Congrés de Música a l'Escola i a les Escoles de Música : Universitat de Barcelona, 3, 4 i 5 de juliol de 1997 : llibre d'actes del congrés.  Barcelona: Dinsic Publicacions Musicals, 1999. ISBN 84-95055-49-X.
- Calmell, Cèsar; Escudero, Lola. II Congrés Internacional de Música a Catalunya - Llibre d'actes.  Barcelona: DINSIC Publicacions Musicals, 2008. ISBN 9788496753501.
- Butlletí del CCM. Informatiu del Consell Català de la Música. Des del gener de 1999.